# Musei civici (Pesaro)
I Musei civici di Pesaro si trovano in piazza Mosca 29 e sono ospitati dal 1936 nella sede di proprietà comunale di Palazzo Mosca, un tempo residenza di una delle più importanti famiglie della nobiltà pesarese. 

## Descrizione
Residenza della marchesa Vittoria Mosca fino al 1844, l’edificio rimane dimora della sorella Bianca e del marito Tommaso Chiaramonti. Divenuto di proprietà comunale dopo vari passaggi, viene scelto come sede dei Musei civici, fino ad allora ospitati a Palazzo Ducale.
Il lascito testamentario della Marchesa (1885), grande collezionista d'arte e ceramiche, costituisce una parte cospicua della raccolta dei Musei civici. La collezione Mosca si va ad aggiungere alla collezione di maioliche rinascimentali del cavaliere Domenico Mazza acquisita dal Comune nel 1857 e alla collezione Hercolani Rossini acquisita nel 1883.
Completamente rinnovato nel 2013 il percorso espositivo tiene conto di criteri sia cronologici che emozionali.
I musei sono celebri soprattutto per la grandiosa Pala di Pesaro di Giovanni Bellini, una delle opere chiave dello sviluppo del Rinascimento veneziano. Allo stesso autore sono riferibili una Testa del Battista e un Padre eterno.
Il percorso museale accoglie opere provenienti dal territorio e di maestri marchigiani, veneti, toscani, emiliani e non solo, tra cui Vitale da Bologna, Tintoretto, Ludovico Carracci, Guido Reni, Mattia Preti, Palma il Giovane (Giudizio Universale), parte della collezione rossiniana.
Alcune sale sono poi dedicate alle collezioni di ceramiche, in cui spiccano le maioliche cinquecentesche di produzione locale, soprattutto di Urbino, di Pesaro e di Urbania (Casteldurante). Vi si trovano esposti inoltre arti decorative, arredi e sculture che spaziano dal medioevo al rococò, tra cui anche oggetti di origine ispano-moresca e inglese.
Nel cortile d'ingresso si trova la Medusa, opera tardo-liberty del ceramista Ferruccio Mengaroni.